# Blake Harnage
Blake Preston Harnage (Stuart, Florida, 26 de noviembre de 1988) es un músico y productor estadounidense, conocido por ser el fundador y guitarrista de la banda VersaEmerge.

## Biografía
Harnage nació el 26 de noviembre de 1988 en Stuart, Florida. A los 5 años, le dieron una guitarra acústica y aprendió las notas básicas, para los 9 ya tenía una guitarra eléctrica con la que comenzó a tomar clases. En 2005, Blake se unió a la banda My Fair Verona, con la que lanzó un único EP, We Talk of Dreams antes de separarse.
En 2011, produjo el EP, The Nightmare Academy de la banda The Paper Melody. En 2013, remixó la canción «Full Fast» de With Beating Hearts.

## Carrera musical

### 2006-2013: VersaEmerge
Luego del abandono del vocalista de My Fair Verona en noviembre de 2006, la banda decidió cambiar el nombre y empezar un nuevo proyecto titulado VersaEmerge. Grabaron su primer EP, Cities Built On Sand en 2007; con Spencer Pearson en la voz principal, Harnage se encargó de la guitarra líder, Anthony Martone en la batería, Anthony James en la voz secundaria, programación y teclados; Josh Center en la guitarra rítmica, y Nick Osborne en el bajo. 
Con la salida de Pearson, James, Center y Osbourne; la banda decidió llamar a Devin Ingelido para reemplazar a Osbourne. Posteriormente se unió Sierra Kusterbeck a la banda y lanzaron su segundo EP, Perceptions, en mayo de 2008. 
En noviembre de 2008, VersaEmerge firmó con Fueled by Ramen y empezaron a escribir y grabar su primer EP homónimo con el productor James Paul Wisner; además de contar con Jerry Pierce en la guitarra rítmica. VersaEmerge EP fue lanzado en febrero de 2009. A fines de ese año, Anthony Martone y Pierce dejaron la banda.
El álbum debut de VersaEmerge, Fixed at Zero se lanzó en julio de 2010, con críticas positivas. En 2011, Devin Ingelido anunció su partida de la banda.
En 2012, el dúo anunció que un segundo álbum de estudio estaba en proceso. Una adelanto fue lanzado en julio de 2012 titulado Another Atmosphere Preview. El álbum iba a ser lanzado en octubre de 2012. Sin embargo, la banda retrasó el lanzamiento a principios de 2013. En octubre de 2013, luego de su abandono de Fueled by Ramen, lanzaron el video musical de «No Consequences», afirmando que el sencillo sería su último trabajo como VersaEmerge.

### 2013-presente: VERSA
En noviembre de 2013, Versa anunció que un nuevo EP titulado Neon será lanzado el 14 de enero de 2014. El EP incluirá canciones no lanzadas de Another Atmosphere junto con el primer sencillo como Versa, «Neon» que será lanzado en diciembre de 2013.

## Influencias
El músico ha citado a Björk, Muse e Imogen Heap y a los compositores Gustav Holst, Danny Elfman, James Newton Howard y Jon Brion como sus influencias. En una entrevista dijo: «Musicalmente, Björk es mi modelo a seguir».

## Discografía
- 2010: Fixed At Zero

## Carrera como productor
- 2011: The Paper Melody - The Nightmare Academy
- 2012: VersaEmerge - «Santa Baby»
- 2012: VersaEmerge - Another Atmosphere Preview
- 2013: With Beating Hearts - TBA
- 2014: VERSA - Neon
- 2014: PVRIS - WHITE NOISE